# انتفاضة وارسو (1794)
انتفاضة وارسو 1794 أو «تمرد وارسو»، تمرّد مسلّح قام به سكان وارسو في بدايات انتفاضة كوسكيوسكو. بدعم من القوات البرية البولندية، هدفت الانتفاضة إلى التخلص من سيطرة الإمبراطورية الروسية على وارسو عاصمة الكومنولث البولندي الليتواني. بدأت الانتفاضة في 17 من نيسان (أبريل) عام 1794، بعد انتصار تاديوش كوسيوسكو في معركة راكلافيس بوقت قليل.
على الرغم من أن عدد جنود القوات الروسية كان أكبر ومعداته أفضل، إلا أن الثوات النظامية البولندية وأفراد الميليشيات المسلحين بالبنادق والقاذفات من ترسانة واسو للأسلحة، إلا أن الروس مُنيوا بخسائر فادحة. وجد الجنود الروس أنفسهم تحت الرصاص من كل حدب وصوب ومن الأبنية، وتفرقت العديد من الوحدات باكراً وتعرضت لخسائر كبيرة أثناء تقهقرهم.
أرسى مبعوث كوسيوسكو توماس مارسوسكي وإغناسيو دزيالنسكي وآخرون أساساً للانتفاضة منذ أوائل عام 1793. ونجحوا في كسب تأييد شعبي، إذ انضمّت غالبية الوحدات البولندية المتمركزة في وارسو إلى صفوف الانتفاضة. كما تم تشكيل ميليشيا وطنية من عدة آلاف من المتطوعين، بقيادة يان كيلينسكي وقد كان صانع أحذية محترف.
في غضون ساعات، انتشر القتال من شارعٍ واحد في الضواحي الغربية لمدينة وارسو القديمة إلى المدينة بأكملها. كان جزء من الحامية الروسية قادراً على التراجع إلى بوفوزكي تحت تغطية من فرسان بروسيا، لكن معظمهم حوصروا داخل المدينة. قاومت القوات الروسية المعزولة في عة مناطق لمدة يومين آخرين.

## مقدمة
بعد التقسيم الثاني لبولندا عام 1793، أصبح تواجد حراس مملكة بروسيا والإمبراطورية الروسية على الأراضي البولندية شبه متواصل. ساهمت قوات الاحتلال الأجنبي في انهيار اقتصاد الدولة الضعيفة أصلاً وتزايد التطرف بين سكان وارسو. كان النفوذ الأجنبي في البلاط البولندي، مجسّداً بشخص السفير الروسي نيكولاي ريبنين قوياً لسنوات عديدة. بدأ هذا النفوذ يؤثر على الحكومة البولندية وطبقة النبلاء والشعب بأكمله.
بعد خسارته في الحرب البولندية الروسية 1792، تعرّض المجلس الدائم لضغوط من روسيا لإعادة إصلاح الجيش، حيث تم تخفيض أفراد الجيش البولندي إلى النصف، وتمّ تجنيد الجنود المسرّحين في الجيشين الروسي والبروسي؛ وقد عارض هذه الخطوة العديد من الضباط سراً، في حين تم تخزين أسلحة وإمدادات المسرّحين في مستودعاتٍ في وارسو.

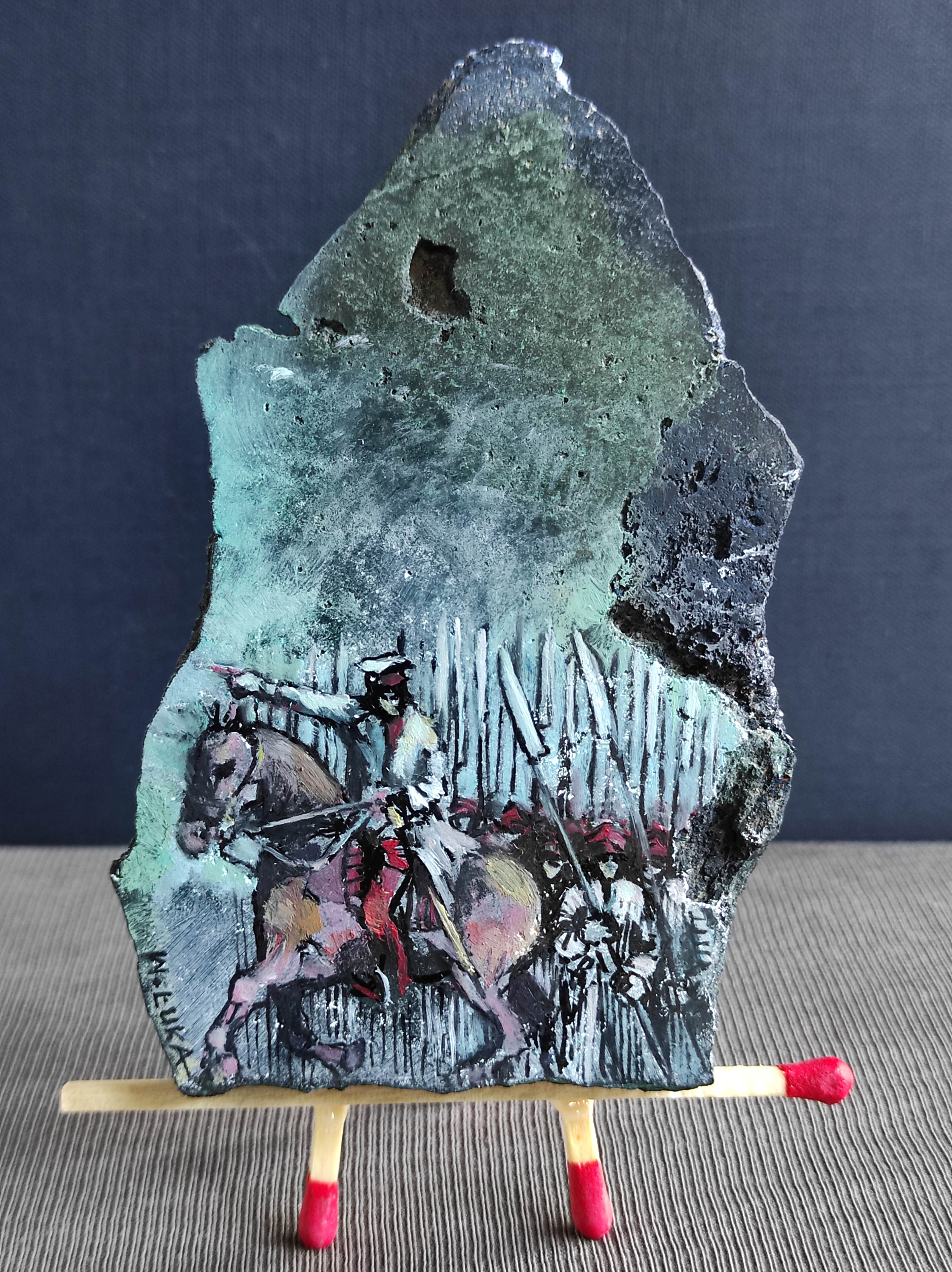
معركة راكلافيتسي
الأبعاد 132 × 77 ملم
الفنان فويتشيك لوكا
متحف هنريك جان دومينيك للفن الاحترافي المصغر في تيشي.

بعد تلقي الأنباء عن إعلان كوتشيوسكو في 24 آذار (مارس]] في كراكوف ومعركة راكلافيتس التي أعقبته في 4 نيسان (أبريل)، ازداد التوتر في وارسو بسرعة.  كان الملك البولندي ستانيسواف أغسطس بونياتوفسكي معارضاً لانتفاضة كوسيوسكو، وأصدر المجلس الدائم إعلاناً يدينه في 2 نيسان (أبريل) . أرسل الملك بيوتر أوزارفسكي الذي كان ثاني أعلى قائد عسكري بعد الملك، ومارشال المجلس الدائم جوزيف أنكفيز إلى يوسيف إغيلستروم السفير الروسي وقائد جميع قوات الاحتلال الروسي في بولندا، حاملاً مقترحاً لإجلاء القوات الروسية والقوات البولندية الموالية للملك إلى معسكر.

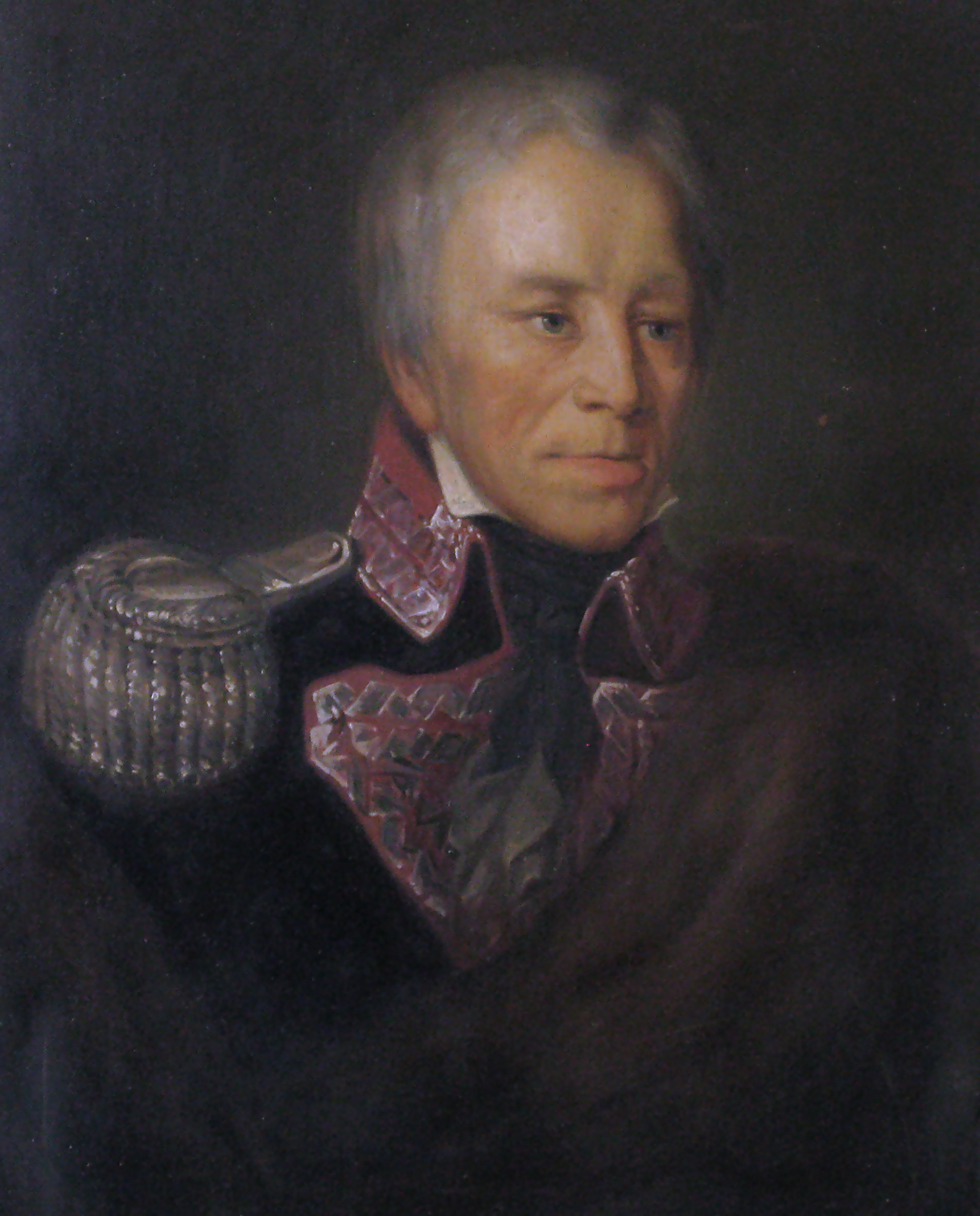
الجنرال ستانسلاو موكرونوفسكي

رفض إغيلستروم الخطة ورأى أنه ما من داعٍ حتى يخلي الروس وارسو.
أرسل سلاحاً بقيادة الجنرال أليكسندر خروتشيف لاعتراض كوسكيوشكو ومنعع من الاقتراب من وارسو. كما أمر بزيادة الرقابة على أنصار الانتفاضة المشتبه بهم، وفرض رقابة على جميع الرسائل التي تعبر وارسو.
أصدر إغلستروم أوامر لإلقاء القبض على كل من يشتبه بوجود صلة له بالتمرد. وكان من بينهم بعض القادة السياسيين البارزين، كالجنرال أنتوني مادالينسكي، والجنرال كازيميرز نيستور سابيها والجنرال إغناسي دزيالنسكي وغيرهم. في نفس الوقت، بدأت القوات الروسية الاستعدادات لنزع سلاح الحامية البولندية الضعيفة في وارسو تحت إمرة الجنرال ستانسلاف موكرونوفسكي من خلال الاستيلاء على ترسانة وارسو في شارع ميودوفا.
زادت هذه الأوامر الوضع سوءاً لأنها تسرّبت إلى البولنديين.
أعدت القوات الروسية خطة للاستيلاء على أهم المباني لتأمين المدينة إلى أن تصل التعزيزات من روسيا. اقترح الجنرال يوهان جاكوب بيستور حصار ثكنات الوحدات البولندية «غير الآمنة» ونزع سلاحها، والاستيلاء على ترسانة وارسو لمنع الثوار من الاستيلاء على الأسلحة.
في الوقت نفسه، اقترح الأسقف جوزيف كوساكوفسكي، المعروف بمواقفه المؤيدة لروسيا، أن تحاصر قوات الكنائس في سبت النور في 19 نيسان (أبريل) بحيث يتم اعتقال جميع المشبه بهم من الحضور.

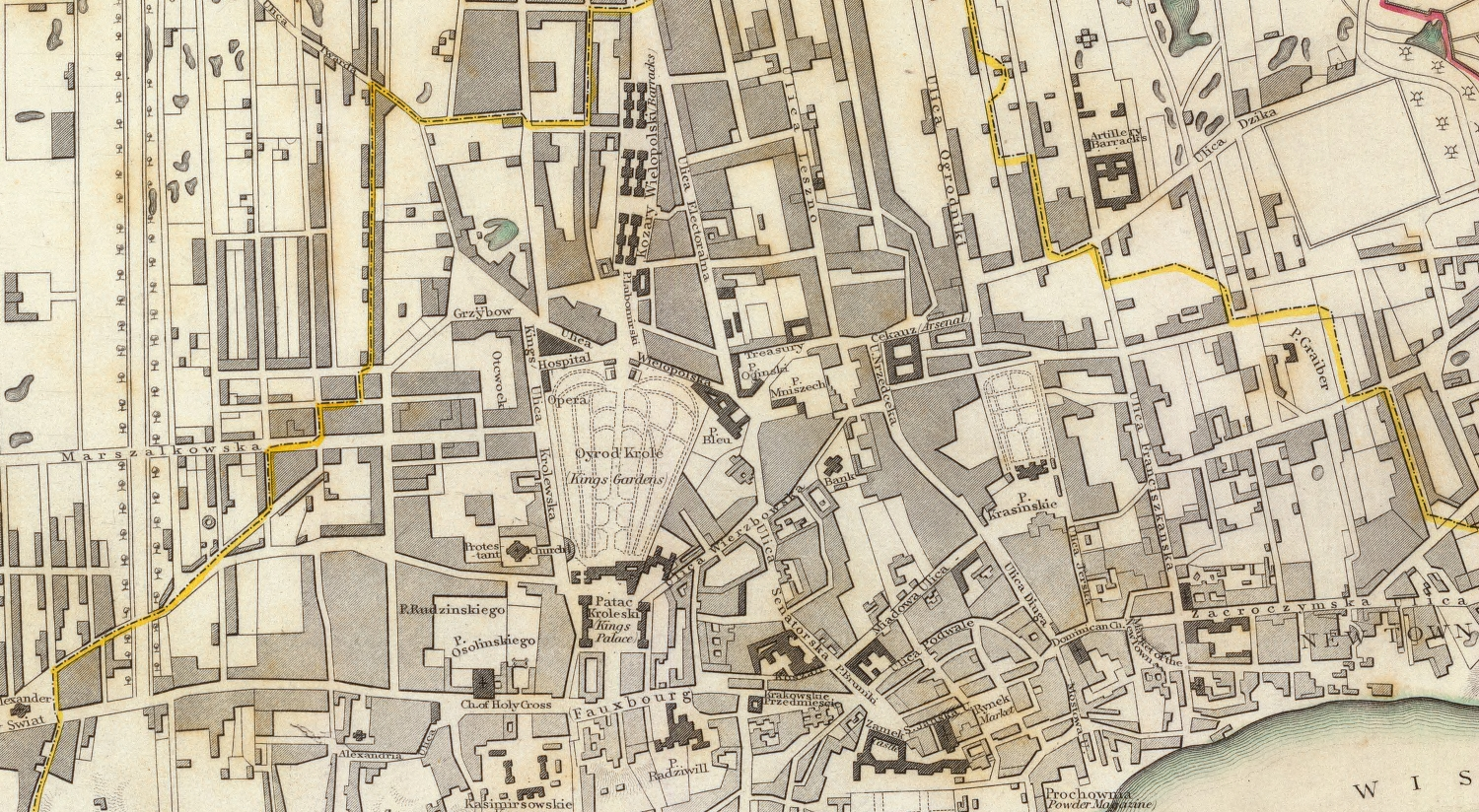
جزء من مخطط المدينة في القرن التاسع عشر، تُظهر وسط مدينة وارسو، تعود الخارطة لعام 1831

أما على الجانب البولندي، الذي أُضعف بسبب اعتقال بعض القادة،
بدأ كل من مجموعة ياكوبنز البولندية الراديكالية وأنصار الملك ستانيسواف أغسطس بونياتوفسكي إعداد خطط لهجومٍ شامل على القوات الروسية لإخراجهم من وارسو التي لا تزال من الناحية النظرية عاصمة دولةٍ مستقلة.
كان لكوسيوسكو مؤيدون في وارسو ومنهم توماس ماروسوفسكي، المبعوث الذي أُرسل إلى وارسو في مهمة للإعداد للانتفاضة.
أنشأ مارسيفسكي «جمعية الثورة» التي عملت على تنظيم الفصائل المناهضة للروس المستقلة سابقاً.
ضمت الجمعية أعضاء من مختلف الضباط رفيعي المستوى من القوات البولندية المتمركزة في وارسو؛ منهم ميشال تشومينتوفسكي، الجنرال كريستيان غودفريد ديبل دي هاميراو، الميجور جوزيف غورسكي، النقيب ستانيسلاف كوسموفسكي، وغيرهم.
من أكثر الحزبيين تأثيراً في الانتفاضة الجنرال جان أوغست سيتشوفسكي، القائد العسكري لحامية وارسو.
وضع هو والجنرال ستيبان ستيبانوفيتش أبراكسين خطة للدفاع عن المدينة ضد الثوار، وأقنع الروس بمغادرة ترسانة وارسو والقلعة ومستودع البارود التي دافعت عنها الوحدات البولندية.
كما قوّض سيتشوفسكي الخطة الروسية لتقليل عدد الجنود الذين يعملون في الوحدات البولندية، ما أضاف لاحقاً المزيد من النجاحات للبولنديين. إضافة لذلك، بدأ برجوازي بارز، وهو جان كيلينسكي، سيدّ صناعة الأحذية، جمع الدعم من المدن الأخرى. ظل موقف الملك سلبياً، وكشفت الأحداث اللاحقة عدم وجود أي دعم أو معارضة منه.

## مطالعة إضافية
- Andrzej Zahorski (1985). Warszawa w powstaniu kościuszkowkim (Warsaw in the Kościuszko's Uprising) (بالبولندية). Warsaw.
- Andrzej Ajnenkiel (1994). Tadeusz Rawski; Janusz Wojtasik (eds.). Powstanie kościuszkowskie 1794 [Kościuszko's Uprising of 1794] (بالبولندية). Warsaw: Ergos, Wojskowy Instytut Historyczny. p. 451+. ISBN:83-86268-11-5.

## وصلات خارجية
- Gallery of Norblin's sketches
- Original document of the Accession of Warsaw to the National Uprising
- وصف موجز عن الانتفاضة باللغة البولندية